# Tmesisternus sedlaceki
Tmesisternus sedlaceki là một loài bọ cánh cứng trong họ Cerambycidae.